# مداکومبورا
مداکومبورا (به لاتین: Medakumbura) یک منطقهٔ مسکونی در سری‌لانکا است که در استان مرکزی (سری‌لانکا) واقع شده‌است.